# Ne (Italia)
Ne ([nɛ]; Ne in ligure) è un comune italiano sparso di 2 106 abitanti della città metropolitana di Genova in Liguria. La sede comunale è situata nella frazione di Conscenti.
Detiene, insieme a Re (VB) e Vo' (PD), il record del nome di comune italiano più corto.

## Geografia fisica

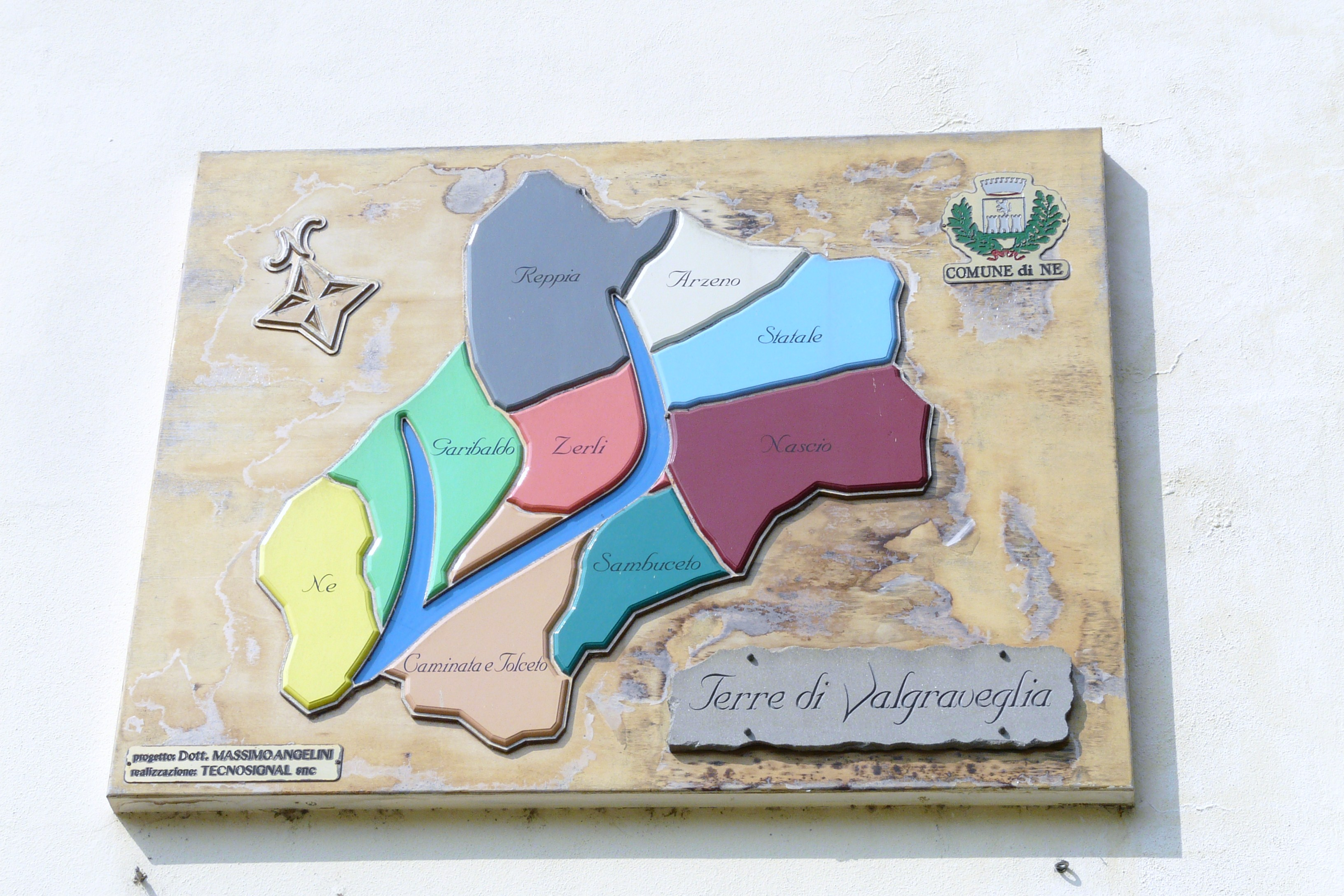
Targa presso il municipio riproducente i borghi della val Graveglia

Il territorio comunale di Ne, il quarto per estensione nel territorio metropolitano, è interamente compreso nella val Graveglia a est di Genova.
La geologia della valle per la sua conformazione presenta aspetti geologici di notevole interesse, meta di studiosi e universitari per approfondirne gli aspetti più significativi.
Tra le vette del territorio il monte Zatta (1404 m), il monte Chiappozzo (1126 m), il monte Cian (1108 m), il monte Coppello (1062 m), il monte Capra (1053 m), il monte Bocco (1018 m), il monte Camilla (1001 m), il monte Bianco (876 m), il monte Comarella (799 m), il monte Ricasola (776 m), il monte Bossea (730 m), il monte Rocca Grande (730 m), il monte Carmona (724 m), il monte Carnella (713 m), il monte dei Preti (712 m), il monte Le Rocchette (701 m), il monte Capenardo (693 m), il monte Vallai (576 m), il monte Domenico (529 m), il monte delle Artue (505 m).
Parte del suo territorio rientra nei confini del Parco naturale regionale dell'Aveto.

## Origini del nome
Per quanto riguarda le origini del nome, è probabile che Ne sia ciò che resta del latino Nemus ("bosco"), nome che non era del tutto sinonimo né di lucus né di silva, in quanto questi significavano "bosco naturale o selvaggio" mentre quello aveva più il senso di "bosco artificiale" ossia di piantagione. Si potrebbe ipotizzare quindi che la val Graveglia fosse caratterizzata da piantagioni di ulivi già nell’antichità.

## Storia

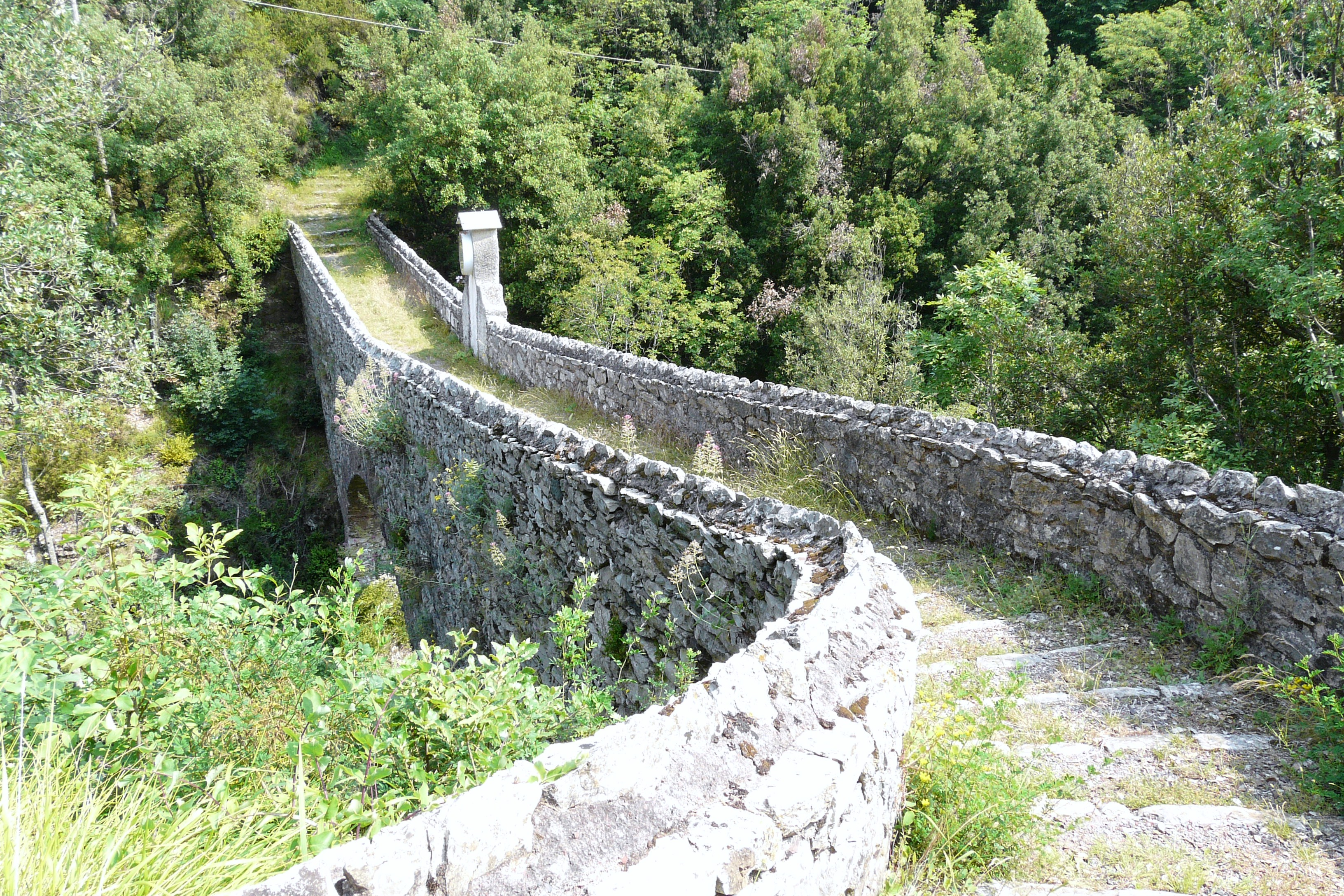
Antico ponte collegante il borgo di Nascio con Cassagna

Di fatto non esiste un'unica versione storica del comune, in quanto l'ente comunale neese è formato da vari borghi, frazioni e località (ognuno con una sua propria pagina storica) e successivamente riuniti e accorpati in un unico territorio comunale.
Secondo alcune fonti locali a partire dall'VIII secolo la valle di Ne fu munita di alcuni castelli dagli Obertenghi per porre rimedio ai continui attacchi e incursioni dei Saraceni che, nonostante la non vicinanza con la costa, si protrassero fino al X secolo. A partire dall'XI secolo l'intero comprensorio neese fu sottomesso al dominio della famiglia Fieschi di Lavagna, che qui costruirono un castello presso Roccamaggiore.
Dal XIII secolo divenne parte integrante della Repubblica di Genova, seguendone le sorti fino alla sua caduta nel 1797 per opera di Napoleone Bonaparte.
Con la dominazione francese napoleonica rientrò dal 2 dicembre nel dipartimento dell'Entella, con capoluogo Chiavari, all'interno della Repubblica Ligure. Dal 28 aprile 1798 le varie municipalità del territorio di Ne rientrarono nel VI cantone, capoluogo fu Conscenti Garibaldo, della giurisdizione dell'Entella e dal 1803 centro principale del I cantone dell'Entella nella giurisdizione dell'Entella. Annessi nel Primo Impero francese, dal 13 giugno 1805 al 1814 i borghi furono inseriti nel dipartimento degli Appennini.
Nel 1815 fu inglobato nel Regno di Sardegna, secondo le decisioni del congresso di Vienna del 1814, che sottopose la municipalità di Ne nella provincia di Chiavari sotto la divisione di Genova. Dal 1859 al 1926 il territorio fu compreso nel I mandamento di Borzonasca del circondario di Chiavari dell'allora provincia di Genova, nel Regno d'Italia. Al 1876 è risalente l'aggregazione delle frazioni di Arzeno e Nascio dopo il loro distacco dal territorio di Casarza Ligure.
Dopo la seconda guerra mondiale il comune di Ne subì la sorte di molti altri piccoli comuni italiani, spopolandosi progressivamente: già dalla metà degli anni cinquanta interi borghi restarono completamente abbandonati. Un fenomeno opposto si sta tuttavia registrando per Ca' di Favale, piccolo borgo situato sotto Zerli.
Il comune subì una modifica ai confini comunali nel 1937 quando, con Legge n° 81 del 18 gennaio, la frazione di Statale passò dal comune di Maissana, in provincia della Spezia, all'odierno Comune di Ne.
Dal 1973 al 30 aprile 2011 ha fatto parte della Comunità montana Valli Aveto, Graveglia e Sturla.

### Simboli
Stemma
Gonfalone
Lo stemma e il gonfalone sono stati concessi con il decreto del presidente della Repubblica dell'11 marzo 1953.

## Monumenti e luoghi d'interesse

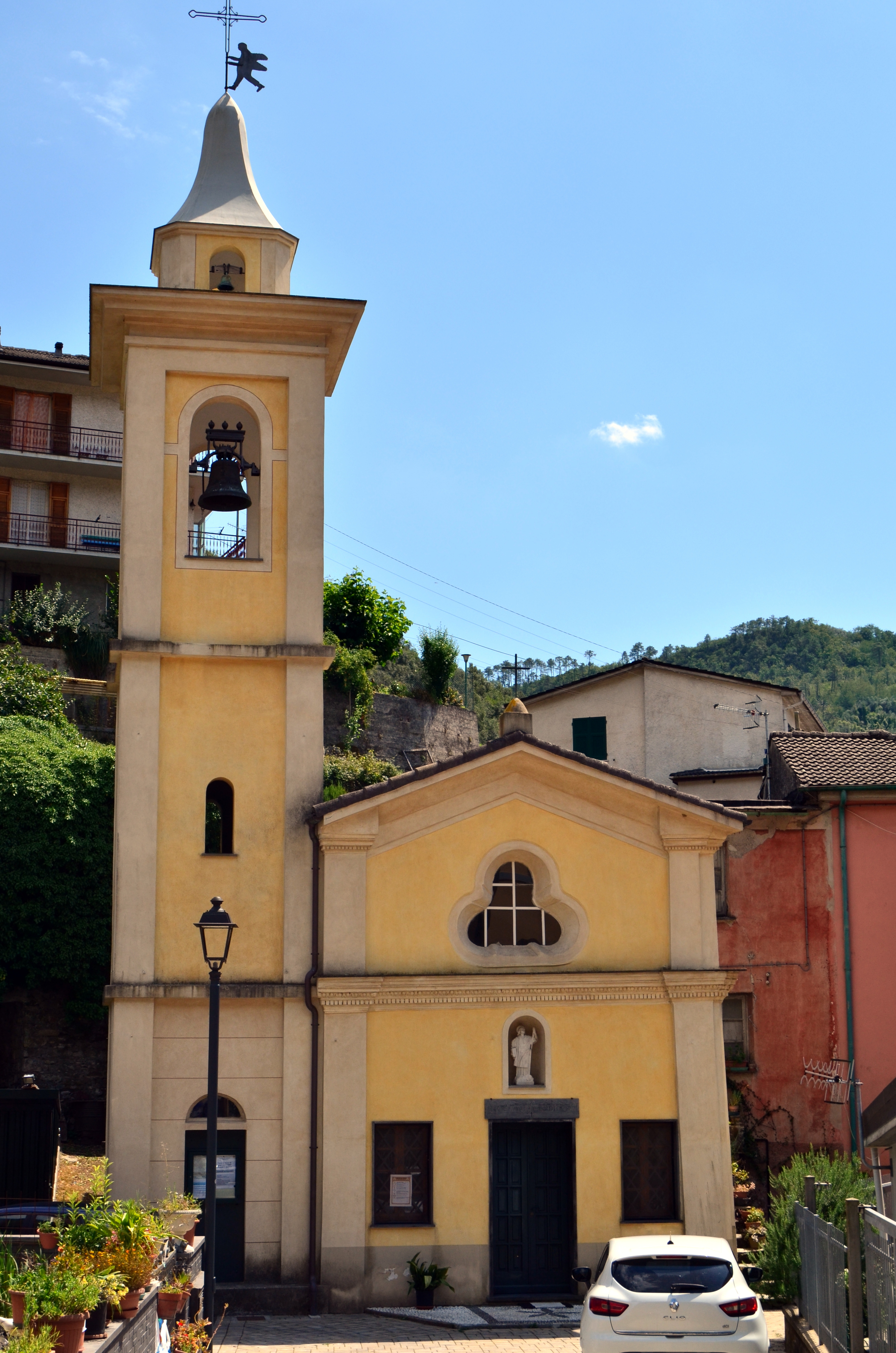
La cappella di San Lorenzo nella frazione capoluogo di Conscenti

### Architetture religiose
- Cappella di San Lorenzo nella frazione capoluogo di Conscenti.
- Chiesa parrocchiale di San Lorenzo nella frazione di Arzeno.
- Chiesa parrocchiale di San Martino nella frazione di Caminata. L'attuale edificio è risalente al 1612-1626, anche se la prima benedizione della chiesa avvenne il 12 ottobre 1612. Prevostura dal 1937, la comunità parrocchiale fu istituita inglobando le soppresse parrocchie di San Martino di Adreveno e Santa Reparata di Tolceto.
- Chiesa parrocchiale di Santa Maria Assunta nella frazione di Campo di Ne. Ricostruita nel 1626, aperta solo in occasione delle funzioni liturgiche, conserva al suo interno un trittico del pittore Teramo Piaggio ritraente la Madonna col Bambino tra i santi Michele Arcangelo e Bernardo; tale dipinto dovrebbe essere risalente, come afferma la sottostante iscrizione, al 1546. L'odierno posizionamento del dipinto nell'abside è risalente tra il 1867 e il 1868 quando fu incorniciato. La sua parrocchia fu già presente dall'XI secolo.
- Chiesa parrocchiale di San Biagio nella frazione di Garibaldo. La parrocchia fu istituita con apposito decreto arcivescovile il 7 ottobre del 1604 dall'arcivescovo di Genova Orazio Spinola. Nel creare la nuova comunità parrocchiale furono soppresse le quattro parrocchie preesistenti a Montedonico, Terisso, Osti e Pontori. Arcipretura dal 30 settembre 1769, è conosciuta con il toponimo di Chiesanuova.
- Chiesa parrocchiale di Sant'Antonio di Padova nella frazione di Pontori. La chiesa fu costruita nel 1681 e in seguito restaurata e ampliata nel corso degli anni 1756 e 1790. La sua parrocchia fu originariamente dedicata a san Vincenzo fino alla sua soppressione nel 1604 con la seguente annessione alla comunità parrocchiale di Garibaldo. Fu l'arcivescovo di Genova monsignor Giovanni Lercari che nel 1775 ricostituì l'antica parrocchia di Pontori.
- Chiesa parrocchiale di Sant'Apollinare nella frazione di Reppia. Attestata come esistente intorno all'anno 1000 e sottoposta all'arcidiocesi di Genova, nel 1519 passò alla diocesi di Brugnato e dal 1579 fu inglobata nella comunità parrocchiale di Arzeno. Nel 1657 divenne parrocchia indipendente e nel 1757 ottenne il titolo di prioria dal vescovo e conte di Brugnato monsignor Domenico Tatis. Sottoposta nel 1903 a lavori di restauro, la chiesa e parrocchia passarono nel 1959 nei territori della diocesi di Chiavari.
- Chiesa parrocchiale dei Santi Cipriano e Giustina nella frazione di Sambuceto. Secondo alcune fonti l'istituzione e la nascita della parrocchia fu voluta dai monaci benedettini della prioria di Graveglia (Carasco) e dell'abbazia di Borzone (Borzonasca). A seguito della violenta pestilenza che decimò il paese, nei primi anni del XVII secolo, fu presa la decisione di sottoporre la piccola comunità alla parrocchia di Loto. Fu nel 1835 che il cardinale e arcivescovo di Genova Placido Maria Tadini ripristinò nuovamente la parrocchia nell'odierna sede presso l'oratorio.
- Chiesa parrocchiale di San Bartolomeo nella frazione di Statale. Originariamente l'intitolazione della parrocchia fu dedicata a san Michele Arcangelo e, prima dell'XI secolo, unite in un'unica comunità parrocchiale assieme a Nascio. Fu nel 1565 che le due comunità vengono separate in due parrocchie autonome e ognuno con la propria chiesa locale. Eletta al titolo di prevostura nel 1650 con l'attuale intitolazione verso san Bartolomeo.
- Chiesa parrocchiale dei Santi Maria e Michele. L'antica chiesa parrocchiale fu costruita a metà strada tra i borghi di Statale e Nascio in località denominata la Crocetta per sopperire alla richiesta delle due comunità rurali unite in origine in un'unica parrocchia. Nel 1565 con la separazione dei due borghi in due parrocchie distinte, entrambe si dotarono di due nuove chiese e Nascio ricostruì un nuovo edificio di culto dedicandolo all'antica denominazione. L'attuale aspetto della chiesa è dovuto a un rifacimento nel corso del XX secolo. La parrocchia di Nascio passò per un lungo periodo, dal 1519, nei territori religiosi della diocesi di Brugnato fino al 1959 quando fu unita alla diocesi di Chiavari.
- Chiesa parrocchiale di San Pietro nella frazione di Zerli. L'odierna chiesa fu costruita molto probabilmente nei primi anni del XVII secolo quando furono demolite nel territorio di Zerli le due antiche chiese di Santa Maria e San Pietro. Alcuni riferimenti storici riportano inoltre la presenza di un terzo edificio di culto dedicato a san Martino di Adreveno; quest'ultima fu infine accorpata nei territori dell'attuale parrocchia di Caminata. Nei pressi dell'odierna chiesa di San Pietro di Zerli, adiacente al cimitero, vi è l'antica chiesetta parrocchiale detta cappella dei Fieschi eretta verosimilmente per volere della famiglia lavagnese.

### Aree naturali

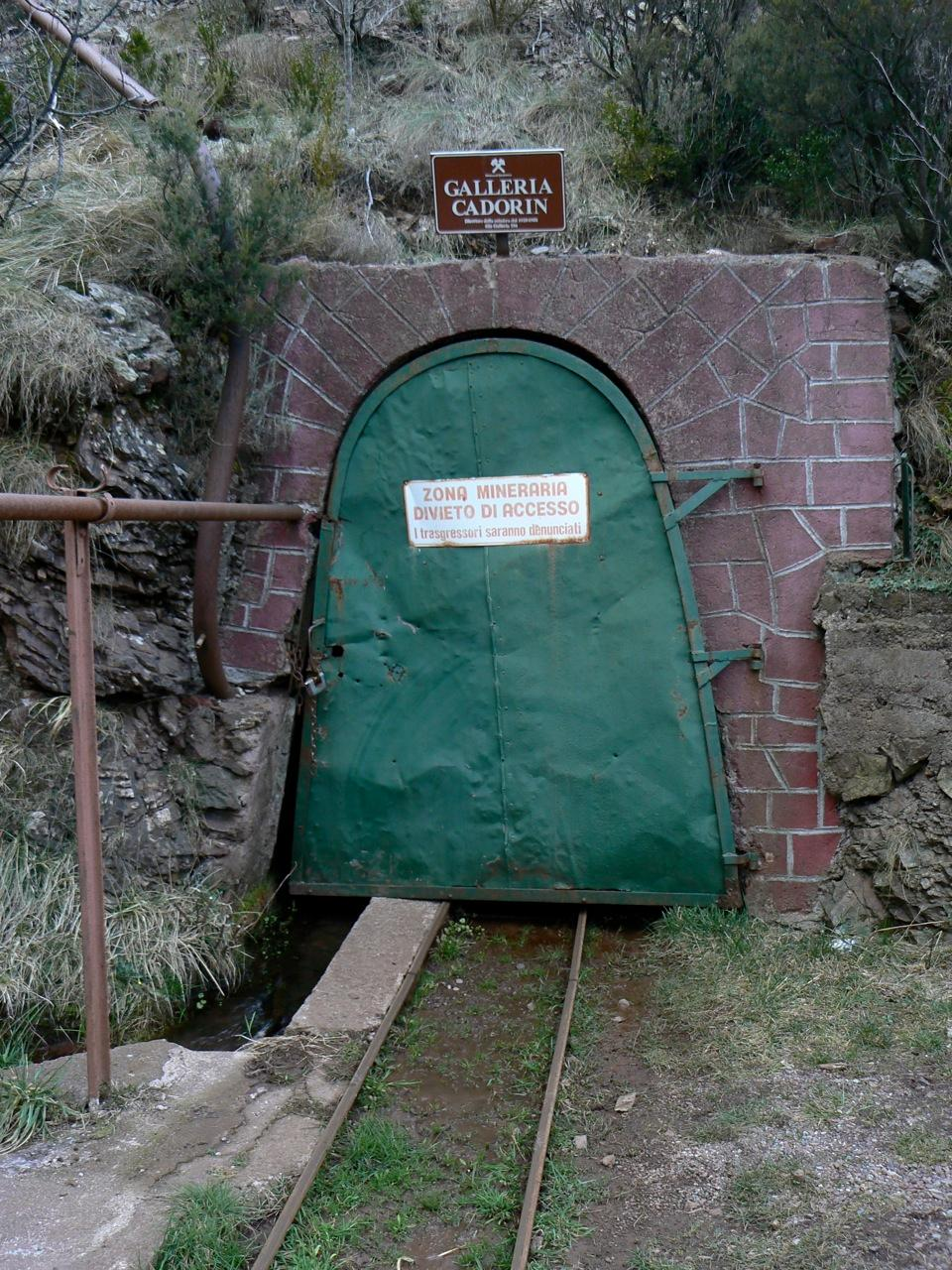
Ingresso della miniera di Gambatesa

- Nel territorio comunale di Ne è presente e preservato un sito di interesse comunitario per il suo particolare interesse naturale e geologico. Il sito è collocato tra la città metropolitana di Genova e la provincia della Spezia — condiviso tra i comuni di Borzonasca, Mezzanego, Ne e Varese Ligure — e che comprende l'area del monte Zatta, passo del Bocco, passo Chiapparino e il monte Bossea per una superficie di oltre tremila ettari.
- La miniera di Gambatesa, tra le più grandi d'Europa, è visitabile con il supporto di un trenino – utilizzato in passato dai minatori come mezzo di trasporto durante la fase attiva della miniera— con vagoni adibiti al trasporto dei passeggeri. Dal luglio 2008 la gestione della miniera è stata affidata all'Ente Parco dell'Aveto.
- Nella località di Gosita, presso la frazione di Zerli, fino al 15 novembre 2018 era presente un esemplare di quercia roverella di circa 300 anni, avente una circonferenza di 5 metri e una chioma di 39 metri. Per la sua vecchiaia e caratteristiche era stata inserita dalla Regione Liguria e dal WWF nell'elenco degli alberi monumentali da proteggere e tutelare. Nella notte del 15 novembre il grande albero, chiamato dagli abitanti nel gergo locale "Rue de Zerli", è crollato senza apparenti motivi o forse a seguito dei fenomeni atmosferici avversi che hanno interessato il territorio ligure sul finire del mese di ottobre.[9]

## Società

### Evoluzione demografica
Abitanti censiti

### Etnie e minoranze straniere
Secondo fonti ormai verificate, nella chiesa di San Biagio (Chiesanuova) fu battezzato nel 1741 il nonno Angelo del celebre condottiero Giuseppe Garibaldi. Ancora oggi i numerosi cognomi Garibaldi presenti in zona testimoniano la storica discendenza.
Nel 1999 l'amministrazione comunale, per dare lustro alla figura del generale, installò a Conscenti un cippo in pietra locale di Iscioli raffigurante il volto giovanile dell'eroe, rivolto con lo sguardo fiero verso la Val Garibaldo. Nel 2007 si installò un nuovo cippo - sempre in pietra locale - con inciso l'atto di battesimo del nonno Angelo, per tacitare gli scetticismi riguardo alla veridicità dei suoi natali neesi.
Secondo i dati Istat al 31 dicembre 2022, i cittadini stranieri residenti a Ne sono 145, così suddivisi per nazionalità, elencando per le presenze più significative:
1. Marocco, 47
2. Albania, 26

## Cultura

### Istruzione

#### Biblioteche
Dal 28 maggio 1998 nel capoluogo Conscenti è stata aperta la biblioteca comunale, gestita dalla direzione didattica di Cogorno, e intitolata a Hugo Plomteux, lo studioso belga delle tradizioni locali e del territorio.

## Geografia antropica
Nel territorio comunale si trovano, oltre al borgo di Ne e al capoluogo Conscenti, le frazioni e località di Arzeno, Botasi, Caminata, Castagnola, Chiesanuova, Frisolino, Graveglia, Nascio, Piandifieno, Pontori, Reppia, Sambuceto, Santa Lucia, Statale, Gaggia e Zerli, per un totale di 63,52 km².
Confina a nord con i comuni di Mezzanego e Borzonasca (l'exclave frazionario di Gaiette, in val di Taro), a sud con Lavagna, Sestri Levante e Casarza Ligure, a ovest con Carasco e Cogorno e a est con Varese Ligure e Maissana, queste ultime in provincia della Spezia.

## Economia

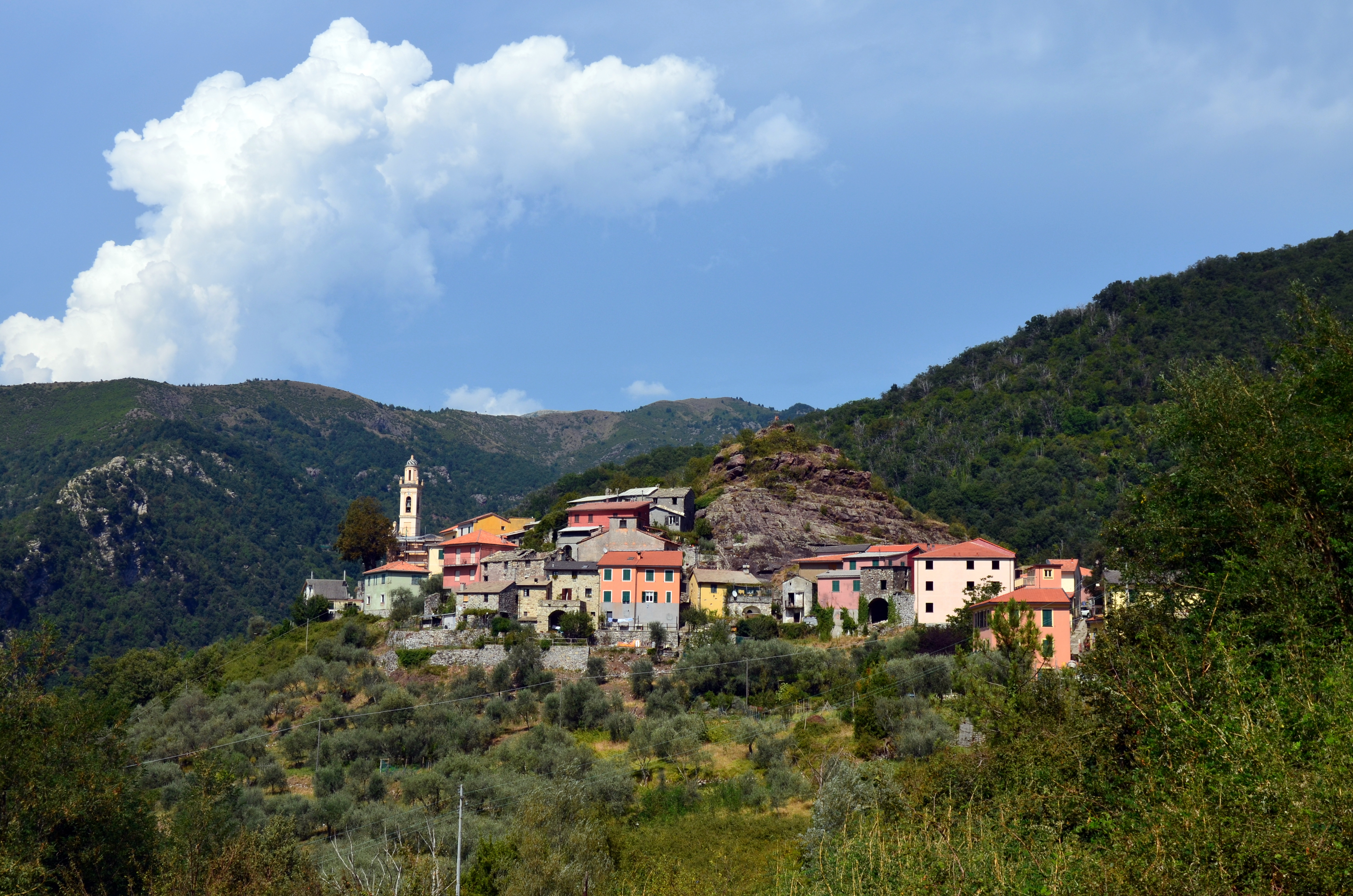
Panorama di Nascio, vista dalla strada che ivi conduce

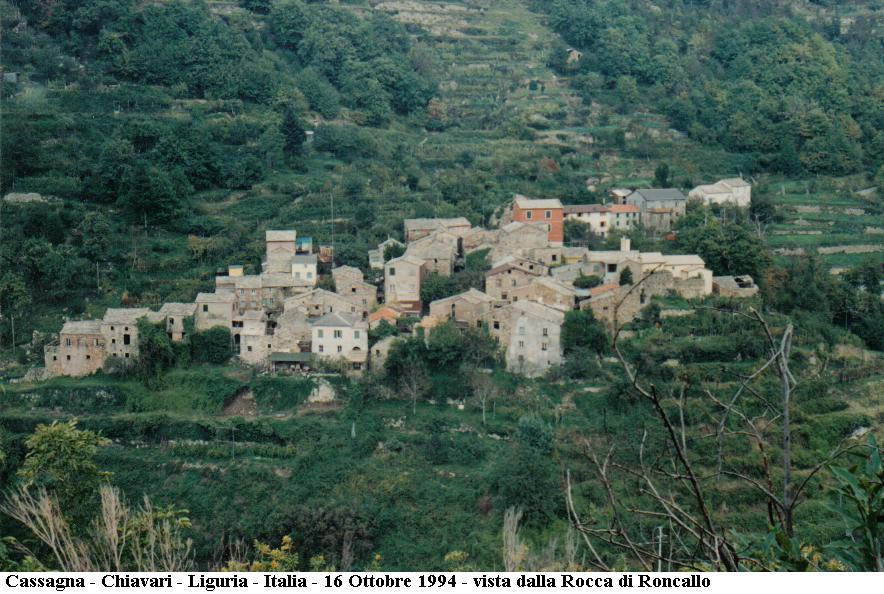
Panorama di Cassagna, vista da Rocca Roncallo

Basa la sua attività economica principalmente sull'agricoltura locale e dei suoi prodotti naturali. Di pregio è la coltivazione dell'ulivo, da cui si ricava un eccellente olio di oliva. L'apertura al pubblico della miniera di manganese ha permesso di incrementare il turismo e la produzione della stessa, nonostante la crisi nel settore minerario causata dalla concorrenza straniera e dalla bassa manovalanza nella valle.

## Infrastrutture e trasporti

### Strade
Il centro di Ne è attraversato principalmente dalla strada provinciale 26 della Val Graveglia che gli permette il collegamento stradale con Cogorno, a ovest, e Varese Ligure a est dove, valicando il passo del Biscia, prosegue nel territorio spezzino come strada provinciale 57. Ulteriore collegamento stradale è la provinciale 88 di Montedomenico per raggiungere le frazioni collinari di Sestri Levante.

### Mobilità urbana
Dai comuni di Chiavari e Varese Ligure un servizio di trasporto pubblico locale gestito dall'AMT garantisce quotidiani collegamenti bus con Ne e per le altre località del territorio comunale.

## Amministrazione

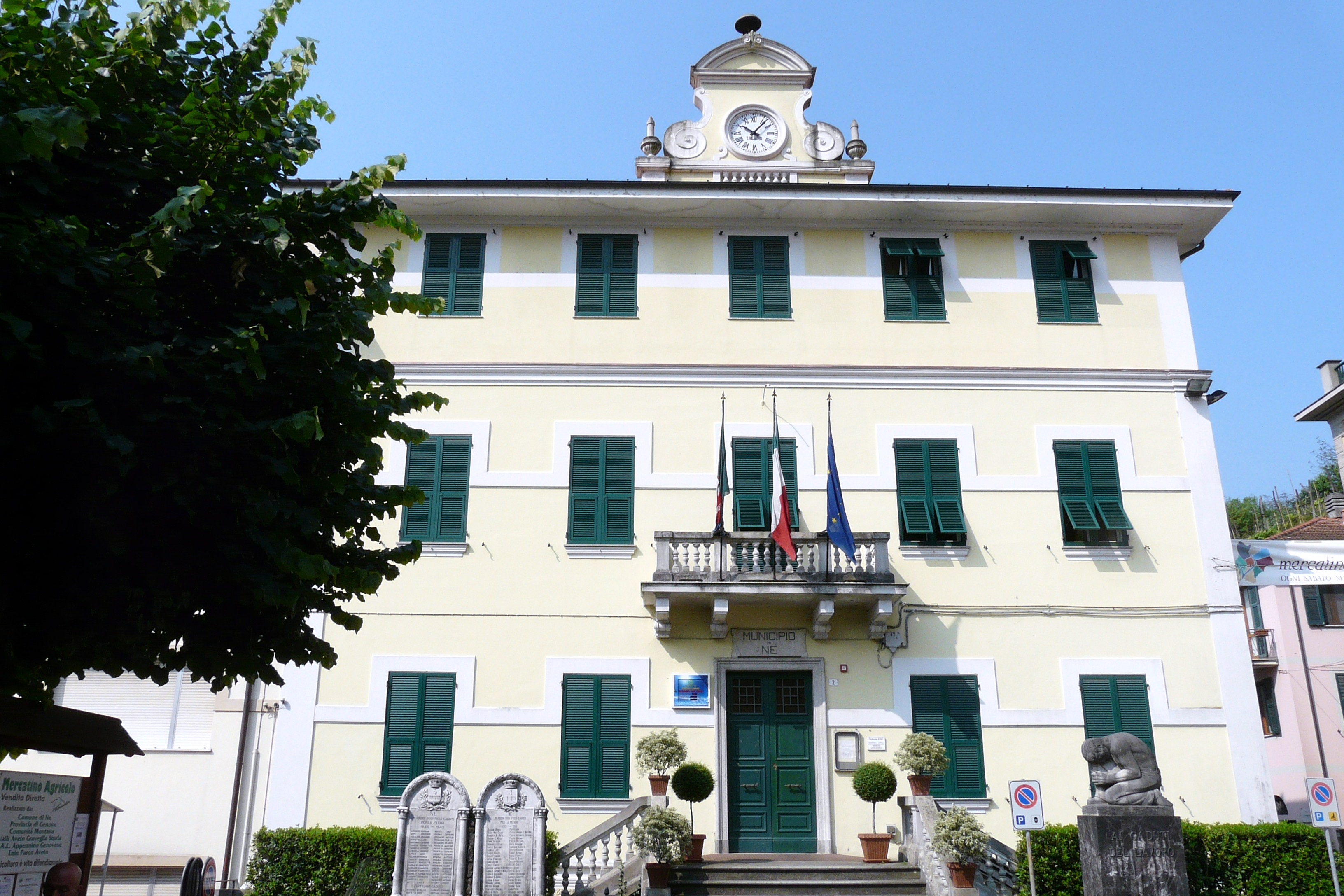
Il municipio a Conscenti

| Periodo        | Periodo        | Primo cittadino     | Partito                                                    | Carica  | Note |
| -------------- | -------------- | ------------------- | ---------------------------------------------------------- | ------- | ---- |
| 10 luglio 1985 | 25 giugno 1990 | Antonio Parma       | DC                                                         | Sindaco |      |
| 25 giugno 1990 | 24 aprile 1995 | Antonio Parma       | DC                                                         | Sindaco |      |
| 24 aprile 1995 | 14 giugno 1999 | Marco Bertani       | Unità democratica per Ne (lista civica di centro-sinistra) | Sindaco |      |
| 14 giugno 1999 | 14 giugno 2004 | Marco Bertani       | Unità democratica per Ne (lista civica di centro-sinistra) | Sindaco |      |
| 14 giugno 2004 | 8 giugno 2009  | Cesare Pesce        | Unità democratica per Ne (lista civica di centro-sinistra) | Sindaco |      |
| 8 giugno 2009  | 26 maggio 2014 | Cesare Pesce        | Unità democratica per Ne (lista civica di centro-sinistra) | Sindaco |      |
| 26 maggio 2014 | 27 maggio 2019 | Cesare Pesce        | Unità democratica per Ne (lista civica di centro-sinistra) | Sindaco |      |
| 27 maggio 2019 | 10 giugno 2024 | Francesca Garibaldi | Cambia con Ne (lista civica di centro-destra)              | Sindaco |      |
| 10 giugno 2024 | in carica      | Francesca Garibaldi | Cambia con Ne (lista civica di centro-destra)              | Sindaco |      |

### Altre informazioni amministrative
Ne fa parte dell'Unione dei comuni montani Le Valli dell'Entella.

## Note

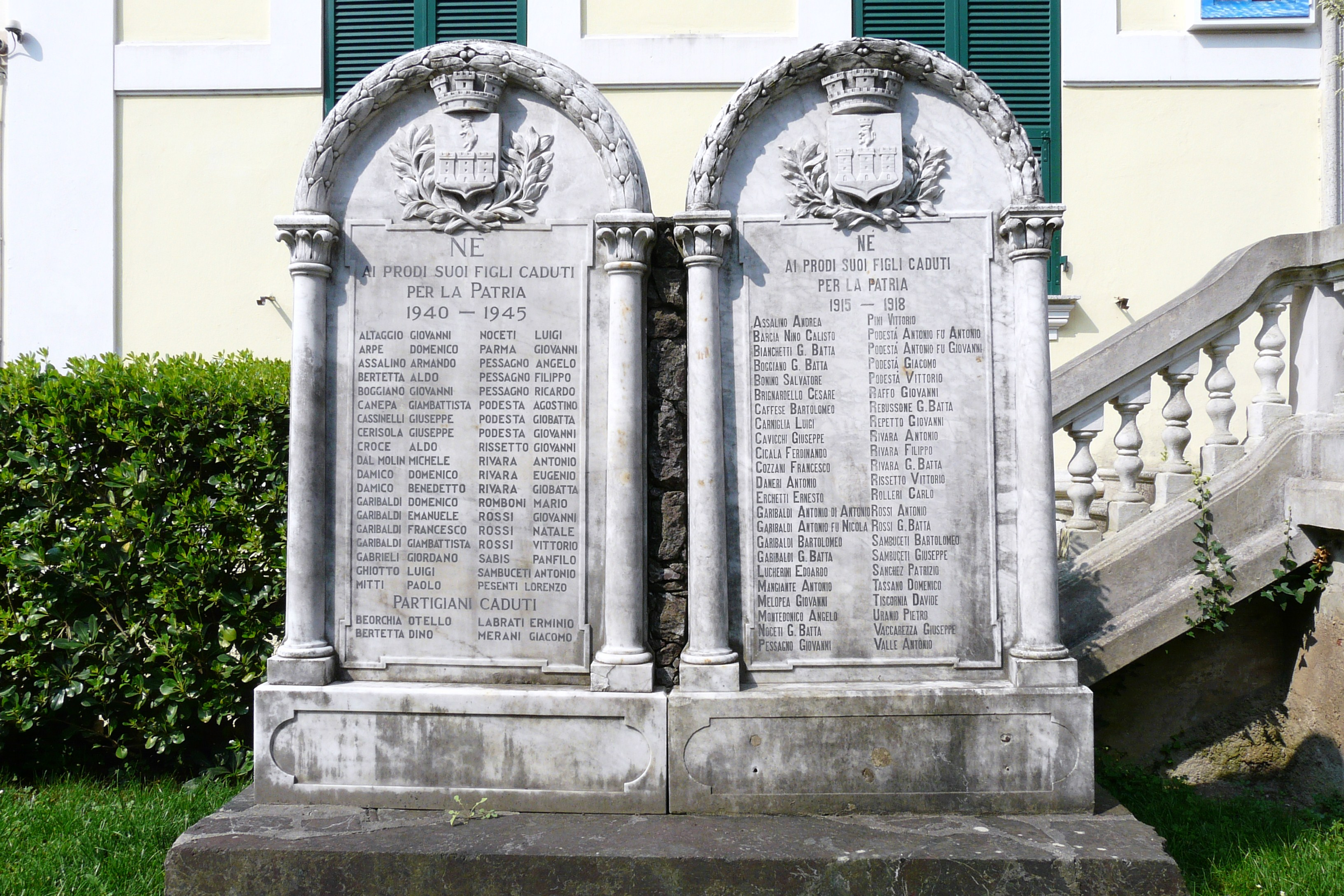
Il monumento ai caduti a Conscenti